# Le Second Objectif
Le Second Objectif (The Second Objective) est un roman américain de Mark Frost paru en 2008.

## Résumé
Novembre 1944. Les Allemands recrutent des soldats ayant une bonne connaissance de la langue anglaise et plus spécialement de l'américain, en vue de l'Opération "Griffon", contre-offensive dans les Ardennes décidée par Hitler et commandée par Otto Skorzeny. Parmi eux, le soldat Bernie Oster qui a passé son enfance aux États-Unis avant que ses parents ne reviennent en Allemagne, va être intégré dans une des brigades de soldats allemands déguisés en GI pour repérer les lieux aux abords des ponts sur la Meuse, objectifs principaux de l'offensive, de façon à ensuite atteindre Anvers et couper les forces anglaises et américaines en deux et espérer renverser le cours de la guerre. 
Mais Bernie apprend de son chef Erich Von Leinsdorf, officier SS ayant sévi auparavant au camp de Dachau, que certaines brigades ont un second objectif secret. Les méthodes expéditives et brutales du SS écœurent Bernie mais il attend de connaître en détail cet objectif avant d'éliminer son chef criminel.
Parallèlement, deux enquêteurs de la Division des Investigations Criminelles se mettent sur la piste des crimes commis par la brigade et rassemblent suffisamment d'indices pour prévenir les autorités alliées et éventer la ruse allemande, permettant de contrecarrer l'avancée allemande. L'un d'eux, Earl Grannit, était policier new-yorkais dans le civil et son expérience lui permet de poursuivre Von Leinsdorf jusqu'en France et d'empêcher la réalisation du second objectif : tuer le général Eisenhower, commandant en chef des forces alliées, dans son QG de Versailles, afin de désorganiser l'alliance.
Bernie se rachète des crimes qu'il n'a pas pu éviter en aidant Earl Grannit, dont il découvre qu'ils ont vécu dans le même quartier à Brooklyn.

## Éditions
Presses Pocket n°13668,  (ISBN 2-7540-0789-X) (The Second objective)